# Hymn Iczkerii
Śmierć albo Wolność (czecz. Iожалла я маршо/Jōƶalla ya mârşuō) – hymn narodowy Czeczeńskiej Republiki Iczkerii. Pieśń została hymnem w 1992 roku. 
Słowa: Abuzar Ajdamirow
Muzyka: Umar Beksultanow